# Rubén Bernal
Rubén Bernal (Alicante, 1988) es un actor español conocido por haber participado en más de 10 cortometrajes y más conocido por ser el protagonista principal de la novena etapa de El secreto de Puente Viejo como Saúl Ortega.

## Biografía
Rubén Bernal es un actor Alicantino de teatro, cine, televisión y doblaje. Está licenciado en arte dramático. 
En 2016 hace un capitular en la serie Centro médico. En 2017 ficha por la serie diaria El secreto de Puente Viejo de Antena 3 como protagonista de la ficción para interpretar a Saúl Ortega. Dos años después en abril de 2019 abandona la serie tras la marcha de su personaje a Roma tras 405 episodios.

## Filmografía

### Televisión
| Año         | Título                     | Personaje                    | Cadena               | Datos         |
| ----------- | -------------------------- | ---------------------------- | -------------------- | ------------- |
| 2012        | La Huida                   | Hacker informático           | Webserie             |               |
| 2014        | Hipsteria                  | Dj. Charlie                  | Webserie MTV España  |               |
| 2016        | Centro médico              |                              | TVE                  | 1 episodio    |
| 2017 - 2019 | El secreto de Puente Viejo | Saúl Ortega / Rafael Hidalgo | Antena 3             | 405 episodios |
| 2023        | Mía es la venganza         | Carlos Andrade               | Telecinco / Divinity | 65 episodios  |
| 2024 - 2025 | Sueños de libertad         | Víctor Zárate                | Antena 3             | 12 episodios  |

### Cine
| Año  | Título             | Personaje |
| ---- | ------------------ | --------- |
| 2023 | Pequeños Calvarios | Pisco     |

### Cortometrajes
| Año  | Título                 | Personaje |
| ---- | ---------------------- | --------- |
| 2011 | Yo nunca               |           |
| 2012 | Lucía y uno del máster |           |
| 2014 | Christopher            |           |
| 2014 | Trago largo            | Carlos    |
| 2014 | Estómago Rey           | Jimmy     |
| 2015 | Proyecto Alexandra     |           |
| 2016 | Aberraciones           | Toni      |
| 2016 | Super 90               | Cristian  |
| 2017 | Rocococ                | Rober     |
| 2020 | La cuarta cita         |           |

### Teatro
- 2016 Lógicas oníricas
- 2016 Instinto suicida
- 2015 Pornostar[2]

### Videoclip
| Año  | Tema     | Artistas                    |
| ---- | -------- | --------------------------- |
| 2019 | El ciego | Melendi y Cali y El Dandee  |
| 2019 | Dosis    | Dvicio, ChocQuibTown y Reik |